# 제리네테

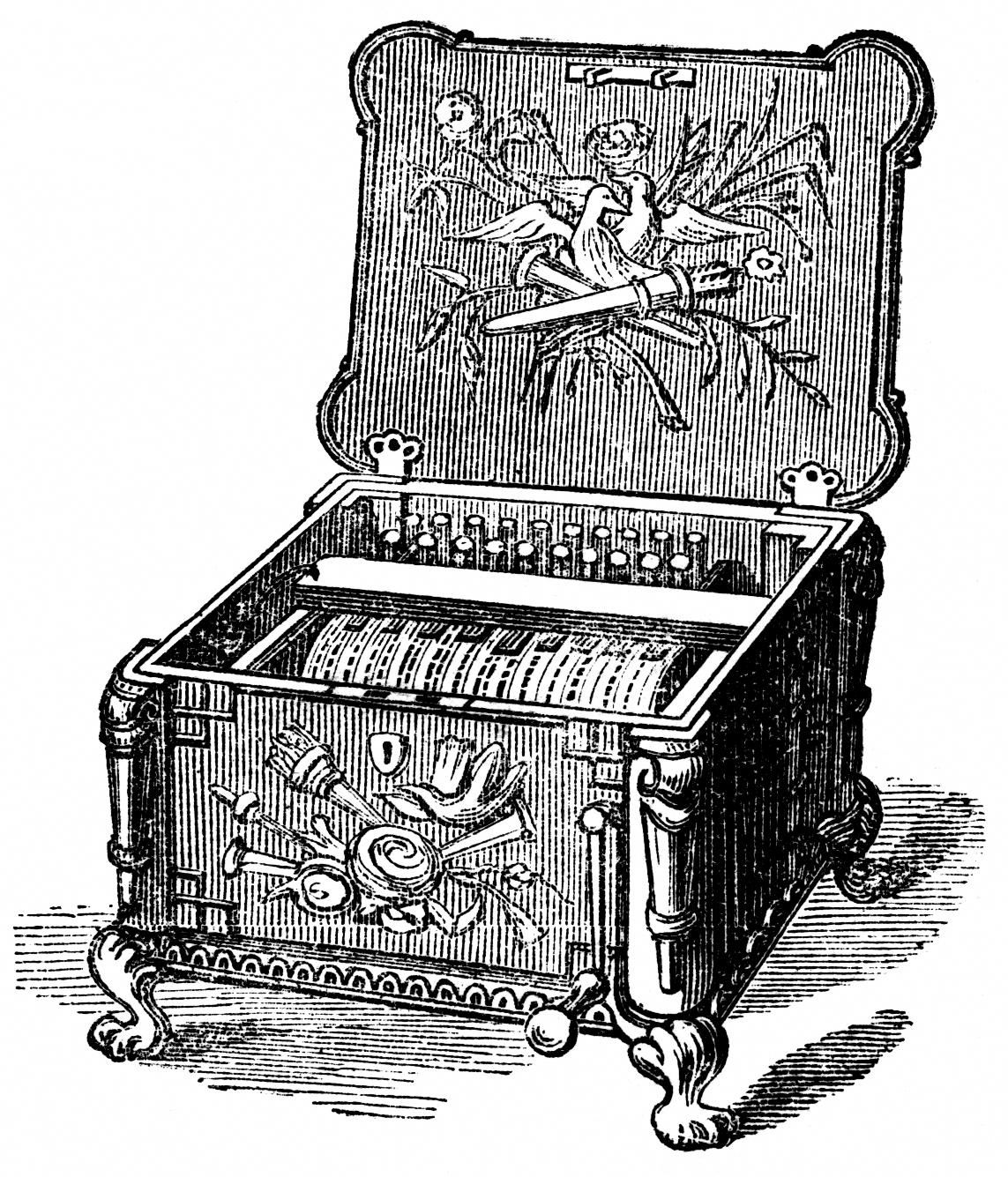
제리네테

제리네테(serinette)는 작은 새에 노래를 가르치는 데 쓰이는 작은 손풍금이다. 음관에 작동하는 판이 달려있는 회전통이 있다.